# Генріетта Левицька

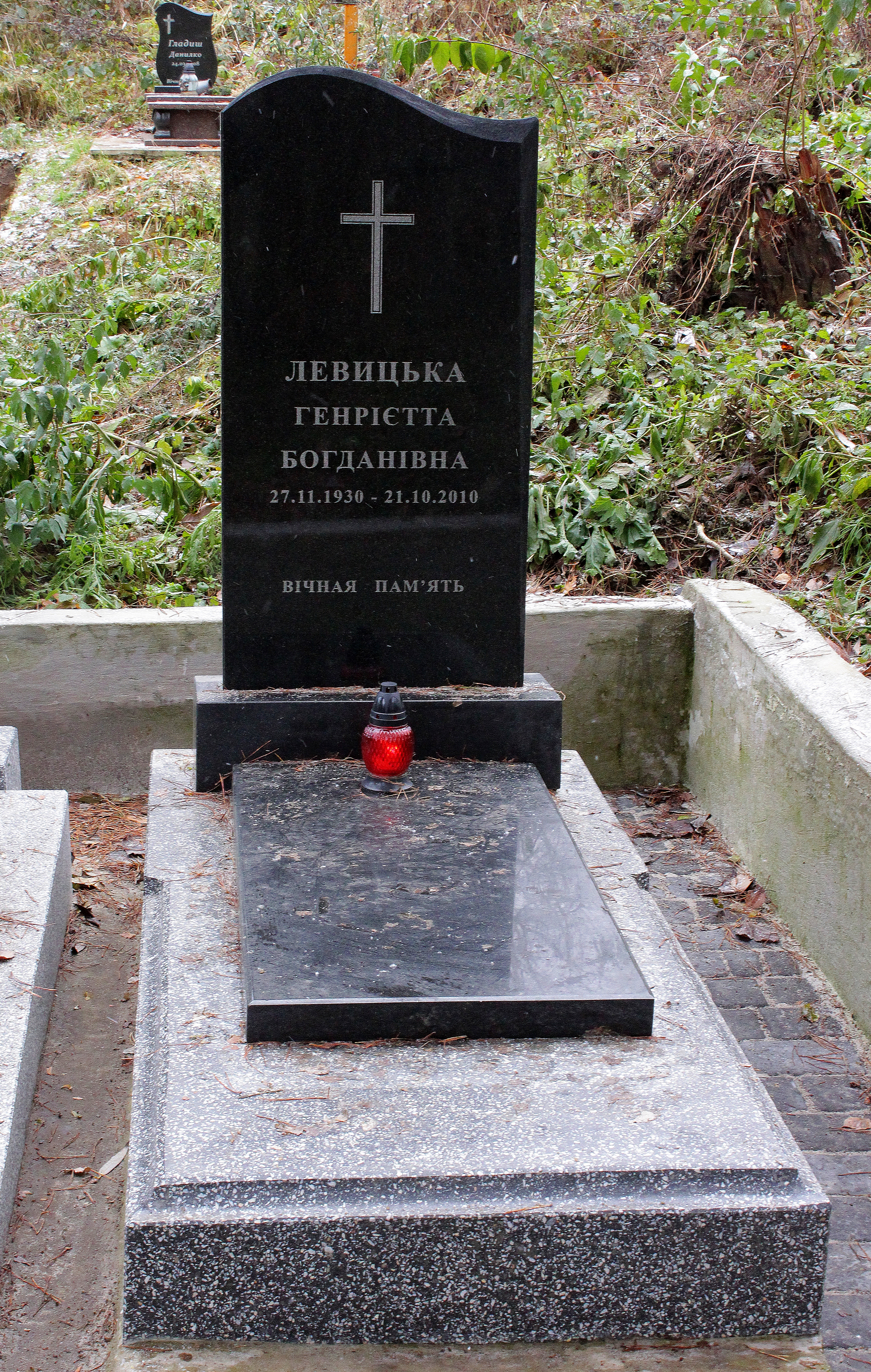

Генріетта (Гера) Левицька (пол. Henrietta Lewicka; 27 листопада 1930, Одеса — 21 жовтня 2010, Львів) — українська художниця. Працювала в галузі станкового живопису, монументально-декоративного мистецтва, графіки (офорт, літографія, монотипія) та іконопису. Представниця львівського андеграунду 1960-80-х років.

## Біографія
Народилася 27 листопада 1930 року в Одесі, в родині журналіста і педагога Богдана Всеволодовича Левицького та вчительки літератури Тетяни Петрівни.
Вчилася в школі в Одесі (1938—1945), в 1945 році переїхала з матір'ю до Львова, де в 1948 закінчила школу № 9 на вулиці Коперника. У 1954 році закінчила Інститут прикладного і декоративного мистецтва, де вчилася у Р. Ю. Сельського, Ст. А. Манастирського, Л. В. Левицького (не є родичем).
З 1954 року працювала у Дрогобичі (Львівська область), де брала участь у розписі Дрогобицького вокзалу та Будинку культури; в 1959 повернулася у Львів.
Багато працювала по всій Україні — оформляла установи культури і автодорожні павільйони (зупинки) в техніці сграфіто, кольорової і фактурної штукатурки, мозаїки. У 1963 році створила яєчну темпера-розпис «Іван Федоров» у Львівському поліграфічному коледжі. На сьогоднішній день (2019 рік) розпис в прекрасному стані — його можна побачити на третьому поверсі коледжу.

### Родина
Дід — Всеволод Левицький, священнослужитель у Волинській губернії, пізніше — в Ольвіополі Херсонської губернії, де пройшло дитинство батька художниці.
Батько — Богдан Всеволодович Левицький (1898, с. Ясногородка, Волинська губернія — 21 серпня 1937), розстріляний за звинуваченням в участі в контрреволюційній білоемігрантській організації (ст. 5410 КК УРСР).
Мати — Тетяна Петрівна Суховерська.
Брат батька — Мілетій Всеволодович Левицький (1896, Луцьк — 1979, Київ), був репресований; загинув у ДТП. Своєї сім'ї не мав, зберігав теплі стосунки з племінницею.
Чоловік — художник-графік Володимир Андрійович Буглак (1932—2008);
- син — Олексій.
- Померла у Львові, похована на полі 7-б Голосківського цвинтаря.

## Творчість
З 1957 року брала участь в обласних, республіканських і зарубіжних виставках. У березні 1980 року брала участь у виставці львівських графіків у Державному художньому музеї Естонії (Таллін).
Творчість Генріетти Левицької дуже багатогранна — графіка, живопис, мозаїка, іконопис… Все життя вона освоювала нові техніки, експериментувала з різними матеріалами.
При всій багатовекторності художника, її стилістична манера завжди пізнавана — головним чином складністю композицій і детальною промальованістю найдрібніших деталей.
Ентузіазм Гери у вічних пошуках нового збагачував не тільки її творчість, але і часто впливав на мистецьке життя Львова у цілому. Так, у 1968 році Генріетта разом з Данилом Довбошинським побувала в Сенежі, де її надихнула техніка літографії. Вона почала втілювати на камені творчі ідеї, шукати нові способи кольорової літографії, надихнувши ряд друзів-художників своїм новим захопленням.
Незабаром львівським графіками дозволили провести виставку своїх робіт у литографической техніці, яку, правда, швидко закрили. Крім робіт Генріетти, на виставці були представлені літографічні роботи Валерія Дем'янишина, Володимира Пинигіна, Юрія Чаришникова. Побувавши на цій виставці, літографією «заразився» і один з вчителів Генріетти — Леопольд Левицький. Літографія давала художникам відчуття свободи і розкутості.
22 грудня 1979 року за її ініціативою в її художньої майстерні відбувся перше свято «День графіки», яке відзначати щорічно стало доброю традицією львівських графіків.
Роботи Левицької знаходяться в Українському Національному музеї (Київ), Львівської галереї мистецтв, у Національному музеї у Львові ім. Андрея Шептицького, у Львівському музеї історії релігій, у Луганському художньому музеї та приватних колекціях за кордоном.